# إيمي كلارك
إيمي كلارك (بالإنجليزية: Emmy Clarke) (و. 1991  م) هي ممثلة تلفزيونية، وممثلة أفلام أمريكية، ولدت في مينيولا. مثلت في مسلسل مونك بدور جولي ابنة نتالي من الموسم الثالث حتى الثامن.

## وصلات خارجية
- إيمي كلارك على موقع IMDb (الإنجليزية)
- إيمي كلارك على موقع ألو سيني (الفرنسية)
- إيمي كلارك على موقع أول موفي (الإنجليزية)
- إيمي كلارك على موقع قاعدة بيانات الأفلام السويدية (السويدية)
- إيمي كلارك على موقع قاعدة بيانات الفيلم (الإنجليزية)
- إيمي كلارك على موقع كينوبويسك (الروسية)